# Юрченко Давид Вікторович
Давид Юрченко (вірм. Դավիթ Յուրչենկո, нар. 27 березня 1986, Ашгабат) — російський і вірменський футболіст, воротар клубу «Пюнік» і національної збірної Вірменії.
Володар Кубка Росії.

## Клубна кар'єра
У дорослому футболі дебютував 2004 року виступами за команду «Титан Москва», в якій того року взяв участь у 5 матчах чемпіонату. 
Згодом з 2005 по 2013 рік грав у складі команд «Металургс» (Лієпая), «Динамо» (Мінськ), «Крила Рад» (Самара), «Волгар» (Астрахань), «Крила Рад» (Самара) та «Мордовія».
Своєю грою за останню команду привернув увагу представників тренерського штабу клубу «Уфа», до складу якого приєднався 2013 року. Відіграв за уфимську команду наступні три сезони своєї ігрової кар'єри. Більшість часу, проведеного у складі «Уфи», був основним голкіпером команди.
Протягом 2016—2022 років захищав кольори клубів «Анжі», «Тосно», «Єнісей», «Шахтар» (Караганда) та «Алашкерт».
До складу клубу «Пюнік» приєднався 2022 року. Станом на 28 червня 2022 року відіграв за єреванську команду 16 матчів в національному чемпіонаті.

## Виступи за збірну
У 2020 році дебютував в офіційних матчах у складі національної збірної Вірменії.

## Титули і досягнення
- Володар Кубка Росії (1):

«Тосно»: 2017-2018